# 마쓰다 히데키
마쓰다 히데키(일본어: 松田 英樹, 1981년 9월 2일 ~ )는 일본의 전 축구 선수이다.

## 구단 경력
과거 몬테디오 야마가타에서 활동하였다.